# Comuna de Wiżajny
Wiżajny (polaco: Gmina Wiżajny), (Lituano: Vižainio valsčius) é uma gminy (comuna) na Polónia, na voivodia de Podláquia e no condado de Suwałki. A sede do condado é a cidade de Wiżajny.
De acordo com os censos de 2004, a comuna tem 2724 habitantes, com uma densidade 22,2 hab/km².

## Área
Estende-se por uma área de 122,59 km², incluindo:
- área agrícola: 71%
- área florestal: 15%

## Demografia
Dados de 30 de Junho 2004:
|                      | Total   | Total | Mulheres | Mulheres | Homens  | Homens |
| -------------------- | ------- | ----- | -------- | -------- | ------- | ------ |
|                      | pessoas | %     | pessoas  | %        | pessoas | %      |
| População            | 2724    | 100   | 1318     | 48,4     | 1406    | 51,6   |
| Densidade (pop./km²) | 22,2    | 100   | 10,8     | 10,8     | 11,5    | 11,5   |

De acordo com dados de 2002, o rendimento médio per capita ascendia a 1513,51 zł.

## Comunas vizinhas
- Dubeninki, Jeleniewo, Przerośl, Comuna de Rutka-Tartak.